# Listă a premiilor și nominalizărilor primite de Delia

## Premii și nominalizări
| Premiu                          | An   | Laureat                         | Categorie                              | Rezultat     | Ref.          |
| ------------------------------- | ---- | ------------------------------- | -------------------------------------- | ------------ | ------------- |
| The Artist Awards               | 2019 | Acadelia                        | Best Show                              | Câștigat     | [ 1 ] [ 2 ]   |
| The Artist Awards               | 2019 | Casa de Papel - Netflix         | Best Ad Campaign                       | Câștigat     | [ 1 ] [ 2 ]   |
| The Artist Awards               | 2019 | Delia                           | Favorite Artist                        | Câștigat     | [ 1 ] [ 2 ]   |
| The Artist Awards               | 2019 | Delia                           | The Artist                             | Nominalizare | [ 1 ] [ 2 ]   |
| The Artist Awards               | 2019 | Delia                           | The Female Artist                      | Nominalizare | [ 1 ] [ 2 ]   |
| The Artist Awards               | 2019 | „Rămâi” (cu The Motans)         | Best Artist Collaboration              | Nominalizare | [ 1 ] [ 2 ]   |
| The Artist Awards               | 2020 | Delia                           | The Artist                             | Nominalizare | [ 3 ]         |
| The Artist Awards               | 2020 | Delia                           | Favorite Artist                        | Nominalizare | [ 3 ]         |
| The Artist Awards               | 2020 | Delia                           | Best Female                            | Nominalizare | [ 3 ]         |
| The Artist Awards               | 2021 | „Ne vedem noi” (cu Smiley)      | Best Song                              | Nominalizare | [ 4 ] [ 5 ]   |
| The Artist Awards               | 2021 | „Ne vedem noi” (cu Smiley)      | Best Collaboration                     | Nominalizare | [ 4 ] [ 5 ]   |
| The Artist Awards               | 2021 | Delia                           | The Female Artist                      | Nominalizare | [ 4 ] [ 5 ]   |
| The Artist Awards               | 2021 | Delia                           | Best Live Act                          | Nominalizare | [ 4 ] [ 5 ]   |
| The Artist Awards               | 2021 | Delia                           | Best Artist On TikTok                  | Nominalizare | [ 4 ] [ 5 ]   |
| ELLE Style Awards               | 2017 | Delia                           | Cel mai bun artist pop                 | Câștigat     | [ 6 ]         |
| ELLE Style Awards               | 2018 | Delia                           | Cel mai bun stil personal              | Câștigat     | [ 7 ]         |
| ELLE Style Awards               | 2018 | Delia                           | Cel mai bun artist pop                 | Câștigat     | [ 7 ]         |
| ELLE Style Awards               | 2019 | Delia                           | Cea mai bună artistă                   | Câștigat     | [ 8 ]         |
| ELLE New Media Awards           | 2020 | Delia                           | Celebrity                              | Câștigat     | [ 9 ]         |
| ELLE New Media Awards           | 2020 | Delia                           | TikTok                                 | Câștigat     | [ 9 ]         |
| ELLE New Media Awards           | 2020 | Delia                           | Travel                                 | Câștigat     | [ 9 ]         |
| Premiile TVmania                | 2016 | Delia                           | Cea mai populară vedetă de televiziune | Câștigat     | [ 10 ]        |
| Premiile TVmania                | 2019 | Delia                           | Cel mai bun jurat                      | Nominalizare | [ 11 ]        |
| Premiile Muzicale Radio România | 2015 | Delia                           | Best Female                            | Câștigat     | [ 12 ] [ 13 ] |
| Premiile Muzicale Radio România | 2015 | Delia                           | Best Artist                            | Nominalizare | [ 12 ] [ 13 ] |
| Premiile Muzicale Radio România | 2015 | „Pe aripi de vânt” (cu Kaira)   | Best Song                              | Câștigat     | [ 12 ] [ 13 ] |
| Premiile Muzicale Radio România | 2015 | „Pe aripi de vânt” (cu Kaira)   | Best Pop Song                          | Nominalizare | [ 12 ] [ 13 ] |
| Premiile Muzicale Radio România | 2016 | „Inimi desenate”                | Best Song                              | Câștigat     | [ 14 ] [ 15 ] |
| Premiile Muzicale Radio România | 2016 | „Inimi desenate”                | Big Like                               | Câștigat     | [ 14 ] [ 15 ] |
| Premiile Muzicale Radio România | 2016 | Delia                           | Best Artist                            | Câștigat     | [ 14 ] [ 15 ] |
| Premiile Muzicale Radio România | 2016 | Delia                           | Best Female                            | Nominalizare | [ 14 ] [ 15 ] |
| Premiile Muzicale Radio România | 2017 | „Gura ta” (cu Deepcentral)      | Best Song                              | Nominalizare | [ 16 ]        |
| Premiile Muzicale Radio România | 2017 | „Gura ta” (cu Deepcentral)      | Best Duo/Group                         | Câștigat     | [ 16 ]        |
| Premiile Muzicale Radio România | 2017 | „Gura ta” (cu Deepcentral)      | Best Pop Song                          | Câștigat     | [ 16 ]        |
| Premiile Muzicale Radio România | 2017 | „Ce are ea?”                    | Best Pop Song                          | Nominalizare | [ 16 ]        |
| Premiile Muzicale Radio România | 2017 | „Ce are ea?”                    | Best Video                             | Nominalizare | [ 16 ]        |
| Premiile Muzicale Radio România | 2017 | „Cine m-a făcut om mare”        | Best Message                           | Nominalizare | [ 16 ]        |
| Premiile Muzicale Radio România | 2017 | Delia                           | Best Female                            | Nominalizare | [ 16 ]        |
| Premiile Muzicale Radio România | 2017 | Delia                           | Best Artist                            | Nominalizare | [ 16 ]        |
| Premiile Muzicale Radio România | 2017 | Deliria                         | Best Album                             | Câștigat     | [ 16 ]        |
| Premiile Muzicale Radio România | 2018 | „Weekend” (The Motans cu Delia) | Best Song                              | Nominalizare | [ 17 ]        |
| Media Music Awards              | 2015 | Delia                           | Best Female                            | Câștigat     | [ 18 ]        |
| Media Music Awards              | 2015 | „Pe aripi de vânt” (cu Kaira)   | Best Song                              | Câștigat     | [ 18 ]        |
| Media Music Awards              | 2015 | „Pe aripi de vânt” (cu Kaira)   | Best Featuring                         | Câștigat     | [ 18 ]        |
| Media Music Awards              | 2015 | „Pe aripi de vânt” (cu Kaira)   | Best Video                             | Câștigat     | [ 18 ]        |
| Media Music Awards              | 2015 | „Pe aripi de vânt” (cu Kaira)   | Media Forest Award                     | Câștigat     | [ 18 ]        |
| Media Music Awards              | 2015 | „Pe aripi de vânt” (cu Kaira)   | Best Pop                               | Câștigat     | [ 18 ]        |
| Media Music Awards              | 2015 | „Pe aripi de vânt” (cu Kaira)   | Best YouTube                           | Câștigat     | [ 18 ]        |
| Media Music Awards              | 2016 | „Gura ta” (cu Deepcentral)      | Best Featuring                         | Câștigat     | [ 19 ]        |
| Media Music Awards              | 2017 | Delia                           | Best Female                            | Câștigat     | [ 20 ]        |
| Romanian Music Awards           | 2012 | „Dale”                          | Best Female                            | Nominalizare | [ 21 ]        |
| Romanian Music Awards           | 2014 | „Ipotecat” (cu UDDI)            | Best Female                            | Nominalizare | [ 22 ]        |
| Romanian Music Awards           | 2014 | „Ipotecat” (cu UDDI)            | Best Song                              | Nominalizare | [ 22 ]        |
| Premiile muzicale MTV România   | 2004 | „Ce vor de la mine”             | Best Female                            | Nominalizare | [ 23 ]        |
| Premiile muzicale MTV România   | 2005 | „Parfum de fericire”            | Best Female                            | Nominalizare | [ 24 ]        |
| Premiile muzicale MTV România   | 2006 | Delia                           | Best Female                            | Nominalizare | [ 25 ]        |

## Altele

### Liste onorifice
| Publicație | Listă | An(i) | Rezultat | Ref. |
| ---------- | ----- | ----- | -------- | ---- |

1. ↑  „CATEGORIES”. The Artist Awards.
2. ↑  Silvia Trașcă (14 octombrie 2019). „Cum a fost la prima ediție The Artist Awards și cine sunt artiștii care au luat cele mai multe premii”. unsitedemuzică.ro. Accesat în 20 mai 2020.
3. ↑  Alina Ghimus (29 decembrie 2020). „Cine sunt câștigătorii The Artist Awards 2020 - VIDEO”. iNFO MUSiC. Accesat în 15 noiembrie 2021.
4. ↑  Raluca Chirilă (24 august 2021). „The Artist Awards revine în 2021 cu cea de-a treia ediție - Lista artiștilor nominalizați”. iNFO MUSiC. Accesat în 13 noiembrie 2021.
5. ↑  Raluca Chirilă (21 septembrie 2021). „Câștigătorii The Artist Awards 2021 - Lista completă”. iNFO MUSiC. Accesat în 15 noiembrie 2021.
6. ↑  „Artiștii Global, premiați la ELLE Style Awards”. Global Records. 7 decembrie 2017. Accesat în 24 iunie 2020.
7. ↑  Petre Dobrescu (13 noiembrie 2018). „Delia a venit între două concerte la Gala Elle Style Awards 2018 și a „împușcat" două premii la Gala Elle Style Awards 2018”. Libertatea. Accesat în 24 iunie 2020.
8. ↑  Livia Lixandru (10 decembrie 2019). „Câștigătorii ELLE STYLE AWARDS 2019. Au fost 10 categorii”. Libertatea. Accesat în 24 iunie 2020.
9. ↑  „Câștigătorii ELLE NEW MEDIA AWARDS 2020”. ELLE România. 24 iunie 2020. Accesat în 24 iunie 2020.
10. ↑  Alexandra Cheroiu (23 noiembrie 2016). „Cine sunt câștigătorii Premiilor TVmania 2016: Pro TV a dominat gala”. Adevărul. Accesat în 21 iunie 2020.
11. ↑  Iulia Bunea (5 noiembrie 2019). „S-a lansat votarea pentru Premiile TVmania 2019. Care sunt nominalizările pentru cele mai bune emisiuni și vedete TV”. Pagina de media. Accesat în 21 iunie 2020.
12. ↑  „Nominalizările la Premiile Muzicale Radio România 2015”. Radio România Actualități. 18 martie 2015. Accesat în 19 mai 2020.
13. ↑  „Câștigătorii Premiilor Muzicale Radio România 2015”. Radio România Actualități. 23 martie 2015. Accesat în 19 mai 2020.
14. ↑  „Nominalizările la ediția 2016 a Premiilor Muzicale Radio România”. Radio România Actualități. 17 februarie 2016. Accesat în 19 mai 2020.
15. ↑  „Lista completă a câștigătorilor Premiilor Muzicale Radio România 2016”. Radio România Actualități. 21 martie 2016. Accesat în 19 mai 2020.
16. ↑  „Câștigători Premiile Muzicale Radio România 2017: cine sunt cei mai buni artiști și cele mai bune piese”. Adevărul. 25 aprilie 2017. Accesat în 19 mai 2020.
17. ↑  „Premiile Muzicale Radio România, 2018”. Radio România Actualități. 16 aprilie 2018. Accesat în 19 mai 2020.
18. ↑  „Delia, record la Media Music Awards! Iată cine a câștigat la marea gală muzicală de la Sibiu”. Agenția de presă mondenă. 4 septembrie 2015. Accesat în 16 mai 2020.
19. ↑  „Lista câștigătorilor Media Music Awards 2016: Carla's Dreams și Andra au câștigat cele mai multe trofee”. Adevărul. 16 septembrie 2016. Accesat în 17 mai 2020.
20. ↑  „Cine sunt câștigătorii Media Music Awards 2017”. unsitedemuzică.ro. 4 octombrie 2017. Accesat în 17 mai 2020.
21. ↑  „Află ce au votat peste 1 milion de oameni la RMA 2012”. Music Channel. 9 iunie 2012. Arhivat din original la 4 iunie 2020. Accesat în 17 mai 2020.
22. ↑  „Romanian Music Awards anunță astăzi nominalizații pentru gala anuală de premiere”. Music Channel. 25 august 2014. Accesat în 17 mai 2020.
23. ↑  „MTV Romanian Music Awards”. Muzika VIP. 31 martie 2004. Arhivat din original la 2 august 2012. Accesat în 20 mai 2020.
24. ↑  „Pepe a dat în gropi la Premiile MTV Romania”. Evenimentul Zilei. 30 aprilie 2005. Accesat în 20 mai 2020.
25. ↑  „Sugababes vin la MTV Romanian Music Awards”. Ziare.com. 4 aprilie 2006. Accesat în 20 mai 2020.